# Pedro Bocanegra
Pedro Augusto Bocanegra Poémape (Lima, Perú, 4 de junio de 1887-Lima, 4 de enero de 1927) fue un músico y compositor de música criolla peruano.

## Biografía
Fue hijo de don Santiago Bocanegra de profesión herrero, y de Cristina Pantoja de Bocanegra, siendo su familia muy numerosa.
Se traslada a la ciudad de Lima y se enrola en el ejército en el año de 1910 para servir a la patria por un conflicto internacional con Ecuador, formando parte de las tropas que fueron a la frontera. Integró la banda de músicos del ejército destacando tocando el clarinete y componiendo la marcha "Los Voluntarios (El Soldado)" en honor al Gral. Emilio Soyer Cabero, fue grabado y afamado por el conjunto Los Troveros Criollos.
Luego de dos años en el servicio militar, Bocanegra vivió en el llamado Callejón del Pino en la Calle de Patos, actual quinta cuadra de la Avenida Emancipación. Destacando como gran bandurrista, guitarrista, compositor, cantor de serenatas y la recidumbre de su voz, formó dúo con Regino Guerrero.
El barrio de Monserrate o Cuartel Primero fue la zona donde Bocanegra solía jaranearse, especialmente en la calle de San Sebastián, frecuentando en ella la "tira" de la antigua bótica de San Sebastián. Bocanegra dio a conocer sus composiciones, por medio del "El Cancionero de Lima" llegando de esa manera a los sectores que practicaban la música popular.

## Composiciones

### Valses criollos
- "Adriana"
- "Vicenta"
- "A orillas del Mantaro"
- "Carmen"
- "Entre los dos" (con música de Guillermo Suárez)
- "La Alondra"
- "Mi despedida"
- "Separación" (con música de Lorenzo Marchena)
- "Soy la hoja desprendida"
- "Todo delirio"
- "Un Suspiro"

Se le atribuye la autoría del vals-serenata "La bóveda azulada", conocido también como "En tu día", existiendo cierta controversia al respecto.
La salud de Bocanegra fue mermada por las noches de bohemia, falleciendo en su casa del Callejón del Pino a los 36 años de edad, el 4 de enero de 1927. Años más tarde, luego de crearse los centros musicales "Carlos A. Saco" (1935) y "Felipe Pinglo" (1936), como un homenaje al gran compositor criollo se fundó el Centro Musical Pedro Bocanegra ubicado en la 4.ª. Cuadra del Jr. Chancay en el Centro Histórico de Lima.